# Leskea teretiuscula
Leskea teretiuscula là một loài Rêu trong họ Leskeaceae. Loài này được Mitt. mô tả khoa học đầu tiên năm 1869.